# 질 입구 주름

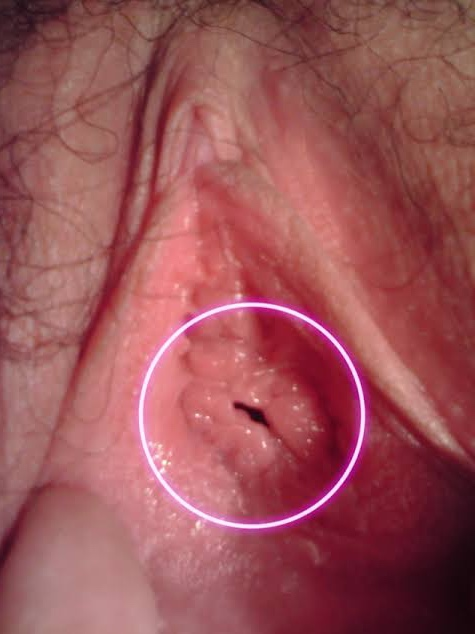
처녀막

처녀막(處女膜, hymen) 또는 질 입구 주름은 자궁 내막의 일종으로 질을 막거나 부분적으로 덮는 막을 말한다. 여성의 외성기의 일부를 이룬다.
가장 흔한 처녀막의 모양은 초승달 모양이며, 다른 모양도 많다. 출산 이후 사라지지만, 일부가 남아 있을 수 있으며 carunculae myrtiformes이라고 부른다.
처녀막은 해부학적인 기능이 없는 것으로 알려져 있다. 순결을 중요시하는 사회에서는 처녀성을 판단하는 기준으로 믿는다. 그러나 처녀막을 검사한다고 해서 여성이 처녀라는 것을 확신하기 어렵다. 왜냐하면 첫 성관계 시 처녀막이 심하게 손상되지 않는 경우도 다수 있으며, 반면에 승마나 자전거와 같은 운동으로 일부 손상될 수도 있고, 아예 태어날 때부터 없는 사람도 있기 때문이다. 또한 성행위로 인한 파열보다, 일상 생활중 파열되는 횟수가 더 많다는 보고도 있다. 강간이나 성적 학대가 의심될 때는 이를 자세히 검사하기도 하지만, 이것만으로는 결론을 내릴 수 없다.

## 발달 및 조직학

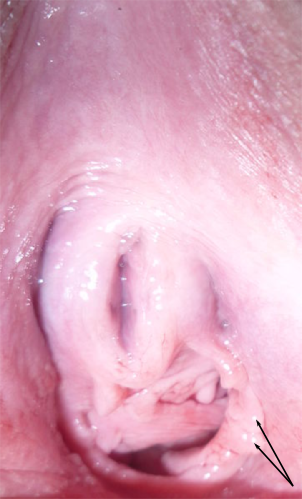
화살표는 사춘기 이후 개인의 처녀막 잔여물(carunculae myrtiformes)을 가리킨다.

## 처녀막을 상하게 할 수 있는 것들

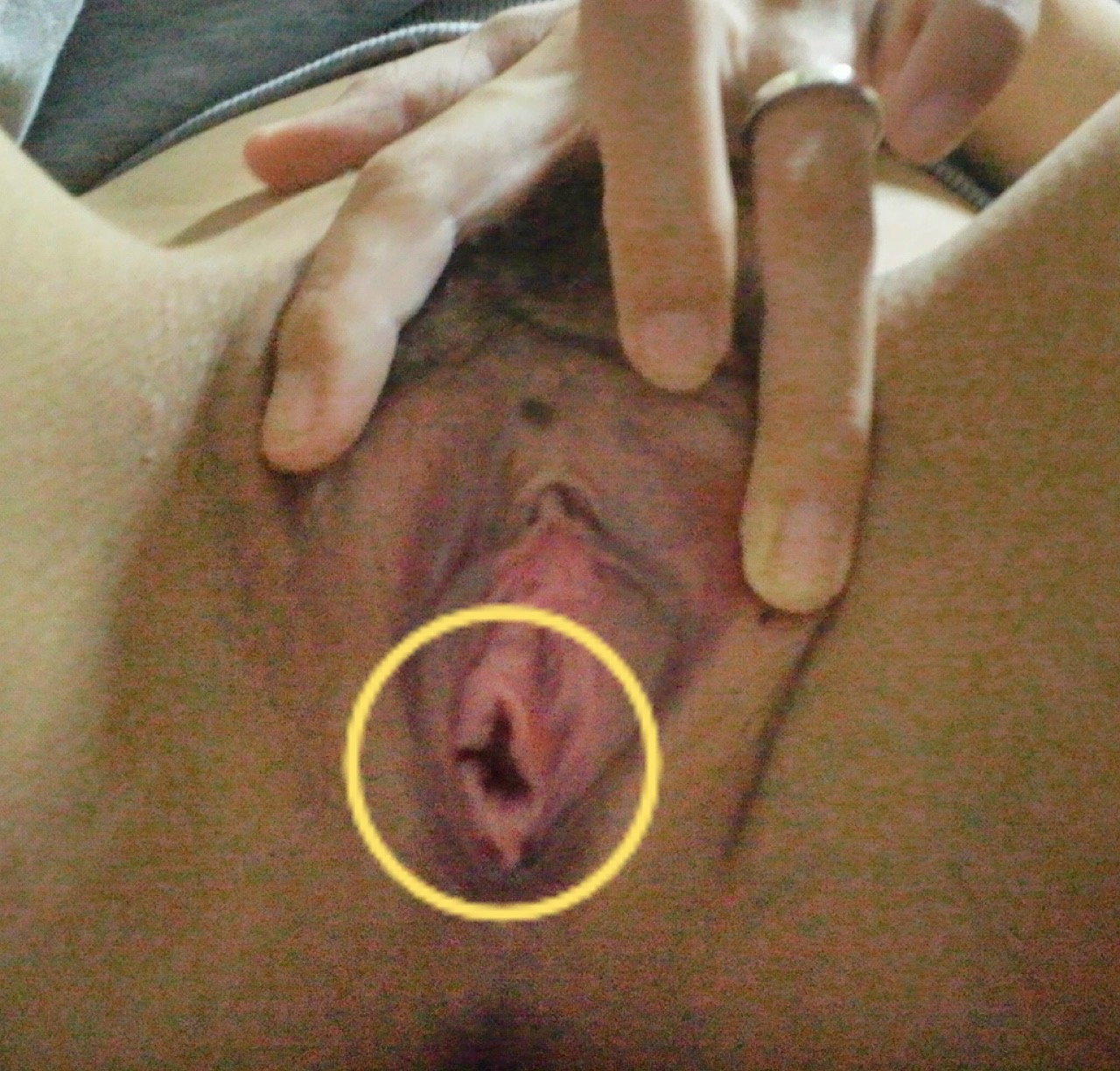
왼쪽에 처녀막 틈(hymenal cleft)이 보이는 처녀막. 특히 처녀막의 뒷부분에 깊은 틈이나 홈이 생기는 것은 질을 무엇인가 통과하고 지나간 과거와 관련이 있는 것으로 알려져 있으며, 특히 사춘기 전 여아에게 많이 나타난다.

역사적으로 첫 성교는 처녀막에 외상을 입히는 것으로 여겨졌으며, 항상 처녀막이 "파열"되거나 찢어져 출혈을 유발하는 것으로 여겨졌다. 그러나 서구 여성을 대상으로 한 연구에 따르면 첫 성교 시 출혈이 항상 발생하는 것은 아니다. 한 문화 간 연구에서는 전체 여성의 절반 이상이 첫 성교 시 출혈을 경험했다고 보고했으며, 통증과 출혈 정도는 출신 지역에 따라 유의미한 차이를 보였다. 모든 여성이 통증을 경험하는 것은 아니며, 한 연구에서는 흥분, 불안, 공포와 같은 강렬한 감정 경험과 첫 성교 시 통증 경험 사이에 상관관계가 있음을 발견했다.
성폭행 후 병원에서 검진을 받은 청소년 여성 강간 생존자를 대상으로 한 여러 연구에서, 이전에 삽입 경험이 없는 생존자 중 절반 이하만이 처녀막 손상을 경험했다. 처녀막 파열은 전체 사례의 4분의 1 미만에서 발생했다. 그러나 처녀는 처녀가 아닌 사람보다 처녀막 손상을 입을 가능성이 훨씬 더 높았다.
이전에 합의에 의한 성관계를 가진 청소년을 대상으로 한 연구에서 약 절반이 처녀막 외상의 증거를 보였다. 처녀가 아닌 성인도 합의에 의한 성관계 후 처녀막 외상을 입을 수 있지만, 드물게 발생한다. 처녀막 외상은 눈에 띄는 손상 징후 없이 치유될 수 있다. 청소년 성폭행 피해자를 대상으로 한 관찰 연구에서는 처녀막 상처의 대부분이 눈에 띄는 손상 징후 없이 치유되는 것으로 나타났다.
처녀막 외상은 탐폰이나 월경컵 사용, 벌리개를 이용한 골반 검사, 자위행위, 체조, 승마 등 다양한 다른 행동의 결과로 발생한다고 가정되지만 이러한 활동으로 인한 외상의 실제 유병률은 불분명하다.
보통 처녀막은 운동을 하거나 탐폰을 쓰거나 골반 검사, 심지어는 가랑이를 찢다가(스트레칭) 다치더라도 상할 수 있다. 소녀가 사춘기에 이르면, 처녀막은 탄력성을 갖게 된다. 처녀막을 검사함으로써 여성이 탐폰을 쓰는지 알아낼 수는 없다. 또한 약 43%만이 처음 성교 시 피를 흘리며, 이는 57%의 여성의 처녀막은 늘어날 뿐 찢어지지는 않는다는 것이다.

## 자궁 분노
16세기와 17세기에 의학 연구자들은 처녀막의 존재 여부를 "자궁 분노"(womb-fury), 즉 여성 히스테리(female hysteria)와 같은 신체 질환의 확실한 증거로 잘못 이해했다. 당시 진료를 맡았던 의사들에 따르면, 자궁 분노는 치료되지 않으면 사망에 이를 수 있었다.

## 다른 동물들
유사한 생식계 발달로 인해 침팬지, 코끼리, 바다소, 고래, 말, 라마를 포함한 많은 포유류가 처녀막을 가지고 있다.

## 같이 보기
- 불두덩(mons veneris)
- 히스테리(hysteria)
- 인공 처녀막
- 치아 댐
- 체외 수정#난자와 정자 준비